# A Sky Full of Stars
«A Sky Full of Stars» (в переводе с англ. — «Небо, полное звёзд») — третий сингл британской группы Coldplay из их шестого студийного альбома Ghost Stories. Вышел 5 мая 2014 года на лейбле Parlophone.

## О песне
Песня была записана группой в 2013 году по ходу сессий шестого студийного альбома на их студиях The Bakery и The Beehive в северном Лондоне, Англия. Студии были специально созданы группой для работы над их двумя предыдущими альбомами — Viva la Vida or Death and All His Friends и Mylo Xyloto.
«A Sky Full of Stars» стала доступна на iTunes Store 2 мая 2014 года, три дня спустя песня была выпущена лейблом Parlophone в качестве очередного сингла в поддержку готовящегося к выходу шестого студийного альбома группы, Ghost Stories.

## Музыкальный видеоклип
Видеоклип на «A Sky Full of Stars» снял режиссёр Мэт Уайткросс. Съёмки проходили 17 июня 2014 года на Кинг-стрит в Ньютауне, пригороде Сиднея. Клип был выпущен 19 июня.
В клипе вокалист группы Крис Мартин, одетый как человек-оркестр, идёт по улице и сначала поёт первый куплет в одиночку. Затем, встретив по пути аналогичным образом одетых остальных участников группы, всей группой исполняется инструментальный припев. Второй куплет Мартин, отделившись от группы, вновь поёт один, остальную часть песни поёт вновь воссоединившаяся группа на площади в окружении толпы поклонников. Во время исполнения Мартином финальной части песни на площади в воздух запускаются и разносятся ветром в виде своеобразного «фейерверка» множество маленьких бумажек в форме звёздочек.

## Список композиций
| №  | Название              | Автор(ы)                                                       | Продюсер                                              | Длительность |
| -- | --------------------- | -------------------------------------------------------------- | ----------------------------------------------------- | ------------ |
| 1. | «A Sky Full of Stars» | Авичи, Гай Берримен, Джонни Баклэнд, Уилл Чемпион, Крис Мартин | Авичи, Coldplay, Пол Эпворт, Дэниел Грин, Рик Симпсон | 4:28         |